# Frantic (singolo)
Frantic è un singolo del gruppo musicale statunitense Metallica, pubblicato il 15 settembre 2003 come secondo estratto dall'ottavo album in studio St. Anger.

## Descrizione
Come molti altri brani presenti nell'album, Frantic parla dei vecchi problemi del gruppo con alcol, in particolare è incentrata sull'alcolismo del frontman James Hetfield, che all'inizio degli anni 2000 seguì un programma di riabilitazione. Nel brano inoltre è presente un concetto buddista del duḥkha, composta dal chitarrista Kirk Hammett: "Birth is pain. Life is pain. Death is pain."
Il brano fu eseguito per la prima volta dal vivo il 3 maggio 2003 in occasione del programma di MTV MTV: Icon. In un concerto tenutosi ad Orlando nello stesso anno, Hetfield disse che Frantic «è una canzone dedicata alla vita.»

## Pubblicazione
Frantic è stato pubblicato il 15 settembre 2003 nel formato CD e diviso in due parti, distinguibili per il colore della copertina (rossa nel CD 1 e gialla nel CD 2) e per la lista tracce. In gran parte dei paesi europei sono state pubblicate anche delle versioni limitate del singolo, contenente come b-side le stesse presenti nei CD 1 e CD 2 internazionali, ma eseguite nei principali festival associati alla nazione in questione.

## Video musicale
Il videoclip, diretto da Wayne Isham, venne pubblicato il 15 agosto 2003 e mostra un uomo che guarda indietro nella propria vita e si ritrova davanti sbornie, sesso e fumo, mentre con la sua auto si schianta contro una roulotte. Il clip venne girato a Montréal, in Canada nel luglio dello stesso anno.

## Tracce
CD singolo – parte 1, download digitale
1. Frantic – 5:51 (James Hetfield, Lars Ulrich, Kirk Hammett, Bob Rock)
2. Blackened (Live from Download Festival, UK 2003) – 6:35 (James Hetfield, Lars Ulrich, Jason Newsted)
3. Harvester of Sorrow (Live from Download Festival, UK 2003) – 6:41 (James Hetfield, Lars Ulrich)
4. Frantic (CDROM Video) – 4:55 (James Hetfield, Lars Ulrich, Kirk Hammett, Bob Rock)

CD singolo – parte 2, download digitale
1. Frantic – 5:51 (James Hetfield, Lars Ulrich, Kirk Hammett, Bob Rock)
2. No Remorse (Live from Download Festival, UK 2003) – 5:14 (James Hetfield, Lars Ulrich)
3. Welcome Home (Sanitarium) (Live from Download Festival, UK 2003) – 6:40 (James Hetfield, Lars Ulrich, Kirk Hammett)

CD singolo – cardsleeve
1. Frantic – 5:51 (James Hetfield, Lars Ulrich, Kirk Hammett, Bob Rock)
2. No Remorse (Live from Download Festival, UK 2003) – 5:16 (James Hetfield, Lars Ulrich)

12"
- Lato A

1. Frantic – 5:50 (James Hetfield, Lars Ulrich, Kirk Hammett, Bob Rock)

- Lato B

1. Frantic (Unkle Remix) – 6:51 (James Hetfield, Lars Ulrich, Kirk Hammett, Bob Rock)

CD singolo, download digitale (Benelux)
1. Frantic – 5:50 (James Hetfield, Lars Ulrich, Kirk Hammett, Bob Rock)
2. Harvester of Sorrow (Live – Fields of Rock Festival) – 6:45 (James Hetfield, Lars Ulrich)
3. Welcome Home (Sanitarium) (Live – Rock Werchter Festival) – 6:40 (James Hetfield, Lars Ulrich, Kirk Hammett)
4. No Remorse (Live – Rock Werchter Festival) – 5:51 (James Hetfield, Lars Ulrich)

CD singolo, download digitale (Spagna, Portogallo)
1. Frantic – 5:51 (James Hetfield, Lars Ulrich, Kirk Hammett, Bob Rock)
2. Harvester of Sorrow (Live – Doctor Music Festival) – 6:50 (James Hetfield, Lars Ulrich)
3. Welcome Home (Sanitarium) (Live – Doctor Music Festival) – 6:39 (James Hetfield, Lars Ulrich, Kirk Hammett)
4. No Remorse (Live – Doctor Music Festival) – 5:36 (James Hetfield, Lars Ulrich)

CD singolo, download digitale (Italia)
1. Frantic – 5:50 (James Hetfield, Lars Ulrich, Kirk Hammett, Bob Rock)
2. Blackened (Live – Imola Jammin' Festival) – 7:02 (James Hetfield, Lars Ulrich, Jason Newsted)
3. Harvester of Sorrow (Live – Imola Jammin' Festival) – 6:32 (James Hetfield, Lars Ulrich)
4. Welcome Home (Sanitarium) (Live – Imola Jammin' Festival) – 7:17 (James Hetfield, Lars Ulrich, Kirk Hammett)
5. No Remorse (Live – Imola Jammin' Festival) – 5:29 (James Hetfield, Lars Ulrich)

CD singolo (Scandinavia)
1. Frantic – 5:50 (James Hetfield, Lars Ulrich, Kirk Hammett, Bob Rock)
2. Blackened (Live – Roskilde) – 8:02 (James Hetfield, Lars Ulrich, Jason Newsted)
3. Harvester of Sorrow (Live – Roskilde) – 7:07 (James Hetfield, Lars Ulrich)
4. Welcome Home (Sanitarium) (Live – Roskilde) – 6:50 (James Hetfield, Lars Ulrich, Kirk Hammett)
5. No Remorse (Live – Roskilde) – 5:33 (James Hetfield, Lars Ulrich)

CD singolo, download digitale (Germania)
1. Frantic – 5:50 (James Hetfield, Lars Ulrich, Kirk Hammett, Bob Rock)
2. Harvester of Sorrow (Live – Rock am Ring Festival) – 6:49 (James Hetfield, Lars Ulrich)
3. Welcome Home (Sanitarium) (Live – Rock am Ring Festival) – 6:41

CD singolo, download digitale (Francia)
1. Frantic – 5:50 (James Hetfield, Lars Ulrich, Kirk Hammett, Bob Rock)
2. Blackened (Live – Le Trabendo) – 5:57 (James Hetfield, Lars Ulrich, Jason Newsted)
3. Harvester of Sorrow (Live – La Boule Noire) – 7:04 (James Hetfield, Lars Ulrich)
4. Welcome Home (Sanitarium) (Live – La Boule Noire) – 6:43 (James Hetfield, Lars Ulrich, Kirk Hammett)

CD singolo (Giappone)
1. Frantic – 5:51 (James Hetfield, Lars Ulrich, Kirk Hammett, Bob Rock)
2. Blackened (Live from Download Festival, UK 2003) – 6:35 (James Hetfield, Lars Ulrich, Jason Newsted)
3. Harvester of Sorrow (Live from Download Festival, UK 2003) – 6:41 (James Hetfield, Lars Ulrich)
4. No Remorse (Live from Download Festival, UK 2003) – 5:14 (James Hetfield, Lars Ulrich)
5. Welcome Home (Sanitarium) (Live from Download Festival, UK 2003) – 6:40 (James Hetfield, Lars Ulrich, Kirk Hammett)

## Formazione
Hanno partecipato alle registrazioni, secondo le note di copertina di St. Anger:
Gruppo
- James Hetfield – voce, chitarra
- Lars Ulrich – batteria
- Kirk Hammett – chitarra

Altri musicisti
- Bob Rock – basso

Produzione
- Bob Rock – produzione, registrazione, missaggio
- Metallica – produzione
- Mike Gillies – assistenza tecnica, montaggio digitale
- Eric Helmkamp – assistenza tecnica
- Vlado Miller – mastering

## Classifiche
| Classifica (2003)        | Posizione massima |
| ------------------------ | ----------------- |
| Australia                | 22                |
| Austria                  | 30                |
| Belgio (Fiandre)         | 56                |
| Danimarca                | 6                 |
| Finlandia                | 4                 |
| Francia                  | 59                |
| Germania                 | 21                |
| Irlanda                  | 20                |
| Italia                   | 24                |
| Norvegia                 | 5                 |
| Nuova Zelanda            | 23                |
| Paesi Bassi              | 22                |
| Regno Unito              | 9                 |
| Spagna                   | 2                 |
| Stati Uniti (mainstream) | 21                |
| Svezia                   | 13                |
| Svizzera                 | 57                |